# São Tomé-i sarlósfecske
A São Tomé-i sarlósfecske (Zoonavena thomensis) a madarak osztályának sarlósfecske-alakúak (Apodiformes)  rendjébe és a sarlósfecskefélék (Apodidae) családjába tartozó faj.

## Rendszerezése
A fajt Ernst Hartert német ornitológus írta le 1900-ban, a Chaetura nembe Chaetura thomensis néven.

## Előfordulása
Afrika nyugati partjainál található, São Tomé és Príncipe területén honos. Természetes élőhelyei szubtrópusi és trópusi síkvidéki és hegyi esőerdők, valamint szántóföldek és ültetvények. Állandó, nem vonuló faj.

## Megjelenése
Testhossza 10 centiméter, testtömege 8 gramm.

## Életmódja
Rovarokkal táplálkozik.

## Természetvédelmi helyzete
Az elterjedési területe nem nagy, egyedszáma viszont stabil. A Természetvédelmi Világszövetség Vörös listáján nem fenyegetett fajként szerepel.

## Külső hivatkozás
- Képek az interneten a fajról
- Ibc.lynxeds.com
- Xeno-canto.org - a faj hangja és elterjedési területe